# Lithacodia synochitis
Lithacodia synochitis är en fjärilsart som beskrevs av Augustus Radcliffe Grote och Robinson 1868. Lithacodia synochitis ingår i släktet Lithacodia och familjen nattflyn. Inga underarter finns listade i Catalogue of Life.